# Kim Min-seo
Kim Min-seo (김민서?, Kim MinsŏLR; Seul, 16 marzo 1984) è un'attrice sudcoreana.
Alla fine degli anni novanta ha fatto parte del girl group Mint, prima di dedicarsi alla recitazione. Sin da allora è divenuta nota per la sua interpretazione nel serial televisivo Haereul pum-eun dal.

## Filmografia

### Cinema
- Fighting Family (화이팅 패밀리?, Hwaiting paemilliLR), regia di Sung-ho Kim (2012)
- Sar-inja (살인자?), regia di Lee Ki-Wook (2014)
- Coffee Mate (커피메이트?, KeopimeiteuLR), regia di Yi Hyun-ha (2017)

### Televisione
- Saranghae (사랑해?) – serie TV, (2008)
- Nappeun namja (나쁜 남자?) – serie TV, (2010)
- Seonggyun-gwan scandal (성균관 스캔들?) – serie TV, (2010)
- Gwaenchanh-a, appa ttal (괜찮아, 아빠 딸?) – serie TV, (2010)
- Dong-an minyeo (동안미녀?) – serie TV, (2011)
- Haereul pum-eun dal (해를 품은 달?) – serie TV, (2012)
- 7geup gongmu-won (7급 공무원?) – serie TV, (2013)
- Sageonbyeonho 113 (사건번호 113?) – serie TV, (2013)
- Good Doctor (굿 닥터?) – serie TV, (2013)
- Jangmibit yeon-indeul (장미빛 연인들?) – serie TV, (2014)
- Hwajeong (화정?) – serie TV, (2015)
- I'm sorry gangnamgu (아임 쏘리 강남구?) – serie TV, (2016)
- Manyeo-ui beopjeong (마녀의 법정?) – serie TV, (2017)

## Videografia
Kim Min-seo è apparsa anche nei seguenti video musicali:
- 2006 – Today, videoclip di Cool
- 2006 – Charlie's Angels, videoclip delle Destiny
- 2009 – Please, videoclip di Kim Hyun-joong